# Boháňka
Boháňka är en ort i Tjeckien. Den ligger i den centrala delen av landet, 100 km öster om huvudstaden Prag. Boháňka ligger 405 meter över havet och antalet invånare är 201.
Terrängen runt Boháňka är platt åt sydväst, men åt nordost är den kuperad. Boháňka ligger uppe på en höjd.Runt Boháňka är det ganska glesbefolkat, med 36 invånare per kvadratkilometer. Närmaste större samhälle är Hradec Králové, 19,5 km sydost om Boháňka. Omgivningarna runt Boháňka är en mosaik av jordbruksmark och naturlig växtlighet.